# Лабиринтитис
Лабиринтитис (Вестибуларни неуритис) је упала мембранозног лавиринта, сложеног система канала испуњених течношћу у унутрашњем уху. Вестибуларни неуритис је упала вестибуларног нерва, који преноси информације о кретању и положају тела до мозга.Коштани лавиринти који садрже вестибуларни систем региструју промене у положају или покретима главе. Упала ових делова унутрашњег уха доводи до вртоглавице (осећаја окретања околине), као и могућег губитка слуха или тинитуса (зујања у ушима). Болест може настати као једнократни напад, низ напада или као хронично стање које се постепено повлачи у периоду од три до шест недеља. Често је праћена мучнином, повраћањем и нистагмусом (неконтролисаним покретима очију).
Узрок лабиринтитиса често није јасан. Може бити изазван вирусном инфекцијом, али такође може настати услед бактеријске инфекције, повреде главе, екстремног стреса, алергије или као реакција на одређене лекове. Код 30% оболелих, болест је претходно била праћена обичном прехладом. У ретким случајевима, и бактеријски и вирусни лабиринтитис могу довести до трајног губитка слуха. Ово се сматра последицом неравнотеже у неуронским сигналима између левог и десног унутрашњег уха.

## Знаци и симптоми
Главни симптоми лабиринтитиса су јака вртоглавица и нистагмус. Најчешћи симптом вестибуларног неуритиса је изненадна вртоглавица која се развија као последица инфекције или повреде. Осећај вртоглавице повезан је са поремећајем у лавиринту унутрашњег уха. Брзи и неконтролисани покрети очију (нистагмус) настају услед неправилне перцепције ротационог кретања. Мучнина, анксиозност и општа малаксалост чести су због изобличених сигнала о равнотежи које мозак прима из вестибуларног система уха. Остали уобичајени симптоми укључују тинитус, бол у уху и осећај пуноће у уху.

## Узроци
Неки пацијенти пријављују да су пре појаве симптома вестибуларног неуритиса имали инфекцију горњих дисајних путева (прехладу) или грип, док код других нема претходних вирусних симптома пре напада вртоглавице.
Сматра се да у неким случајевима вестибуларни неуритис настаје услед инфекције вестибуларног ганглиона вирусом херпес симплекс. Међутим, узрок овог стања није у потпуности разјашњен, а могуће је да различити вируси могу инфицирати вестибуларни нерв.
Акутна локализована исхемија ових структура такође може бити значајан узрок. Код деце, вестибуларном неуритису често претходе симптоми прехладе, али механизам настанка болести остаје непотпуно објашњен.
Ово стање може бити изазвано и променама притиска, као што су оне које се јављају током лета авионом или роњења.

## Механизми
У вестибуларном систему налазе се три полукружна канала који преносе чулне сигнале. Ови канали омогућавају мозгу да региструје ротационо и линеарно кретање. Мозак затим користи чулне сигнале из вестибуларног система, заједно са визуелним информацијама, како би одржао равнотежу. Окуловестибуларни рефлекс омогућава континуирану визуелну стабилизацију током кретања, што је такође основна функција вестибуларног система током активности.

## Лечење
Лечење вестибуларног неуритиса зависи од узрока. Међутим, симптоми вртоглавице могу се ублажити на сличан начин као и код других вестибуларних дисфункција, применом вестибуларне рехабилитације.

### Физикална терапија
Типични третмани укључују комбинацију покрета главе и очију, промене положаја тела и вежбе ходања. Конкретно, могу се прописати следеће вежбе: фиксирање погледа на одређену тачку уз истовремено померање главе, окретање главе улево и удесно док се гледају два удаљена циља, ходање уз фиксирање погледа на једну тачку, као и ходање са фиксираним погледом док се глава окреће у различитим правцима.
Основни принцип ове терапије је да понављањем комбинације покрета главе и очију, промена положаја и ходања, централни вестибуларни систем (мождано стабло и мали мозак) може развити компензационе механизме за дисфункције на нивоу периферних вестибуларних структура.
Вестибуларна рехабилитациона терапија је веома ефикасан метод за значајно смањење или елиминацију преостале вртоглавице након лабиринтитиса. Она делује тако што мозак користи постојеће неуронске механизме адаптације, неуропластичности и компензације. Рехабилитација вестибуларног неуритиса је безбедна и ефикасна метода за побољшање или потпуно отклањање симптома, а њен успех зависи од индивидуалног случаја.
Најчешће коришћене стратегије рехабилитације укључују:
- Вежбе за стабилизацију погледа – померање главе са стране на страну уз фиксирање погледа на непокретан објекат. Ова техника помаже очима да остану фокусиране током ротације главе, чак и без доприноса оштећеног окуловестибуларног рефлекса. Напреднија верзија ове вежбе укључује ходање праволинијски док се глава окреће улево и удесно.
- Вежбе хабитуације – покрети осмишљени тако да изазову симптоме, чиме се постепено смањује негативан вестибуларни одговор током понављања.
- Функционални тренинг – укључује контролу држања, технике опуштања и вежбе равнотеже.

Ове вежбе функционишу тако што изазивају вестибуларни систем, а напредак се постиже повећањем амплитуде покрета главе или тачке фокуса, убрзавањем покрета и комбиновањем различитих активности, попут ходања и окретања главе.
Једно истраживање показало је да су пацијенти који су веровали да је њихова болест ван њихове контроле најспорије напредовали ка потпуном опоравку, чак и након што је почетна вестибуларна повреда зацелила. Пацијенти који су се боље адаптирали нису осећали страх од симптома и имали су осећај контроле над њима. Значајно је да је смањење негативних уверења током времена било израженије код пацијената који су били укључени у рехабилитацију, у односу на оне који нису примили такав третман. Најважнији налаз студије је да су иницијална уверења пацијената била једини значајан предиктор промене степена инвалидитета након шест месеци.

### Лекови
Вестибуларни неуритис је у већини случајева самоограничавајућа болест. Лечење лековима није ефикасно нити неопходно. Утицај глукокортикоида је проучаван, али није доказано да значајно утиче на дугорочни исход.
Симптоматска терапија антихистаминицима, попут цинаризина, може се користити за ублажавање симптома вестибуларног неуритиса док се стање спонтано повлачи. Проклорперазин је још један често прописиван лек који помаже у смањењу вртоглавице и мучнине.

### Ментални поремећаји
Пошто поремећаји расположења могу успорити опоравак од лабиринтитиса, лечење може обухватити и лечење било ког придруженог анксиозног поремећаја или депресије. Тешки епизоди анксиозности обично се лече краткорочном терапијом бензодиазепинима.

## Прогноза
Опоравак од акутне упале обично траје од једне до шест недеља, али није неуобичајено да преостали симптоми као што су дисбаланс и вртоглавица трају и неколико месеци.
Опоравак од привремено оштећеног унутрашњег ува обично пролази кроз два фаза:
1. Акутна фаза, која може укључивати тешку вртоглавицу и повраћање.
2. Приближно две недеље субакутних симптома и брз опоравак.

## Епидемиологија
Лабиринтитис погађа отприлике 35 милиона људи сваке године (приближно 3,5 случајева на 100.000 људи). Најчешће се јавља код особа узраста од 30 до 60 година, а не постоје значајне разлике у инциденцији између мушкараца и жена. У 95% случајева, оболели имају један напад и потпуно се опораве. Вестибуларна рехабилитација показала је статистички значајан пораст у контроли симптома у поређењу са неинтервенцијом, код особа које пате од вестибуларног неуритиса.